# Super Mario Ball
Super Mario Ball, conocido en América como Mario Pinball Land, es un videojuego de pinball desarrollado por Fuse Games y publicado por Nintendo para Game Boy Advance. Los tableros están ambientados en distintos lugares la serie de Super Mario. El juego fue lanzado al mercado en agosto de 2004 en Japón, en octubre de 2004 en Estados Unidos y Australia y en noviembre del mismo año en Europa.

## Historia
Mario y la princesa Peach están en un parque de atracciones donde han creado una nueva atracción: una especie de cañón que convierte en bolas a las personas y las lanza a una diana. Toad le enseña a Peach cómo funciona esta nueva atracción, y, cuando ella se va a subir, un par de Goombas cambian la dirección del cañón y Peach cae en el castillo de Bowser. Mario, entonces, decide ir a salvar a la princesa convirtiéndose en bola e ir tras ella.

## Juego
Como en muchos juegos, Mario debe explorar todos los lugares o áreas que estén a su alcance para encontrar y salvar a la princesa Peach. Hay en total 5 mundos a explorar, siendo estos un área del parque de atracciones con una mansión abandonada, un área accidentada, un desierto, un mundo de hielo y, por supuesto, el castillo de Bowser. Para avanzar, Mario debe conseguir las suficientes estrellas para abrir las puertas específicas (al igual que en Super Mario 64), además de vencer a los 4 jefes de las 4 primeras zonas para conseguir las diferentes llaves y poder acceder entonces al castillo de Bowser. Hay un total de 35 estrellas.
- Datos: Q1091226